# Guillermo Douglas

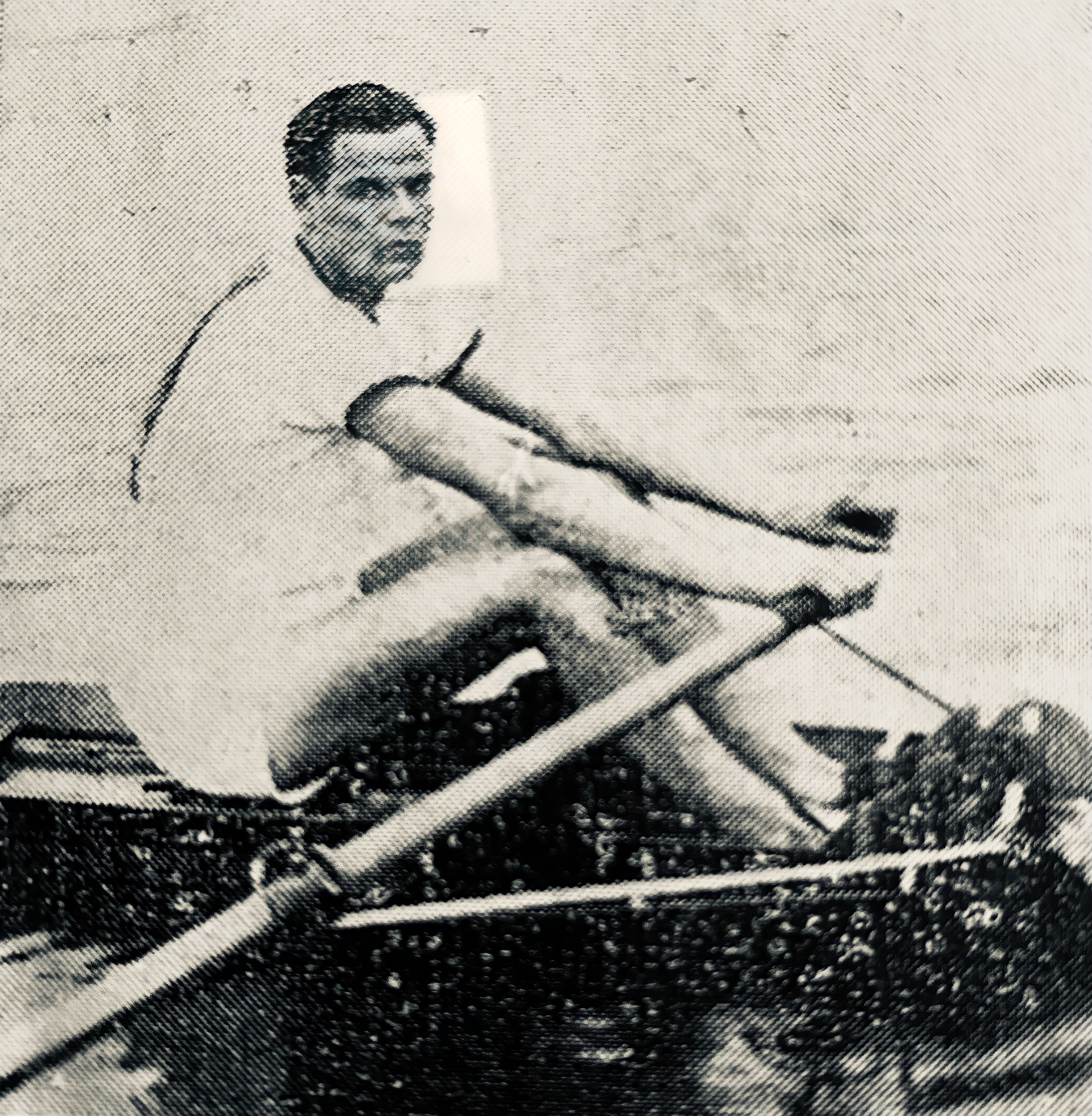
Guillermo Douglas (1932)

Guillermo Douglas, vollständiger Name Guillermo Rafael Douglas Sabattini, (* Januar 1909 in Paysandú; † 1967) war ein uruguayischer Ruderer.
Der 1,93 Meter große Douglas begann seine Karriere im Rudersport beim Club Remeros Paysandú. Er war später Mitglied des Montevideo Rowing Club. 1931 siegte er in der Bucht von Montevideo bei den ersten Südamerikameisterschaften im Rudern (Primer Certamen Sudamericano de Remo) im Einer und wurde somit Südamerikameister. Er gehörte dem uruguayischen Aufgebot bei den Olympischen Sommerspielen 1932 in Los Angeles an. Bei den Spielen in den USA gewann er im Long Beach Marine Stadium am 12. August 1932 im Ruder-Einer die Bronzemedaille hinter dem Australier Bobby Pearce (Gold) und dem US-Amerikaner Bill Miller (Silber). Für die 2000 Meter lange Ruderstrecke benötigte er in diesem Finallauf 8:13,6 Minuten. Damit war er der erste Uruguayer und der erste Lateinamerikaner, der Edelmetall bei Olympischen Spielen in dieser Disziplin gewann. 1935 gewann er in Rio de Janeiro bei den zweiten Südamerikameisterschaften im Rudern Silber. Auch auf nationaler Ebene konnte er zahlreiche Erfolge erzielen.